# Liga ARC 2021
La temporada 2021 de la Liga ARC es la decimosexta edición desde que se iniciara la competición de traineras organizada por la Asociación de Remo del Cantábrico en 2006. Se compone de dos grupos de 13 y 10 equipos respectivamente. La temporada regular comenzó el 19 de junio  en Pasajes (Guipúzcoa) y terminó el 22 de agosto en Bilbao (Vizcaya). Posteriormente, se disputarán los play-off para el ascenso a la Liga ACT .

## Sistema de competición
La Liga ARC está dividida en 2 grupos cada uno de los cuales disputa un calendario de regatas propio. Al finalizar la liga regular y para decidir los ascensos y descensos entre la Liga ACT y los 2 grupos de la Liga ARC se disputan sendos play-off:
- Play-off de ascenso a Liga ACT: se disputa 1 plaza en la Liga ACT entre el penúltimo clasificado de dicha competición, ya que el último desciende directamente, los 2 primeros del Grupo 1 y los 2 primeros de la Liga LGT.
- Play-off entre grupos ARC: el campeón del Grupo 2 asciende directamente al Grupo 1, los dos últimos clasificados del Grupo 1 descienden directamente y la última plaza del Grupo 1 se disputa entre los clasificados en los puestos  décimo y undécimo del Grupo 1 y el segundo y tercero del Grupo 2.[1]

## Calendario
Las siguientes regatas están programadas para tener lugar en 2021.

### Grupo 1
| Orden | Regata                                           | Fecha        | Localidad           | Provincia |
| ----- | ------------------------------------------------ | ------------ | ------------------- | --------- |
| 1     | XXXVI Bandera de Pasajes                         | 19 de junio  | Pasajes             | Guipúzcoa |
| 2     | Bandera Memorial Andoni Galarraga                | 20 de junio  | Guetaria            | Guipúzcoa |
| 3     | V Bandera Adegi                                  | 27 de junio  | Pasajes de San Juan | Guipúzcoa |
| 4     | XXIX Bandera de San Juan de Luz                  | 3 de julio   | San Juan de Luz     | Francia   |
| 5     | XX Bandera Ayuntamiento de Sestao                | 4 de julio   | Sestao              | Vizcaya   |
| 6     | XXIX Bandera Ayuntamiento de Camargo             | 10 de julio  | Maliaño             | Cantabria |
| 7     | XXXVI Bandera de Zumaya                          | 17 de julio  | Zumaya              | Guipúzcoa |
| 8     | III Bandera Orio Kanpina                         | 18 de julio  | Orio                | Guipúzcoa |
| 9     | XVI Bandera Marina de Cudeyo-Gran Premio Dynasol | 24 de julio  | Pedreña             | Cantabria |
| 10    | XVII Bandera del Real Astillero de Guarnizo      | 7 de agosto  | El Astillero        | Cantabria |
| 11    | XII Bandera de Guetaria                          | 8 de agosto  | Guetaria            | Guipúzcoa |
| 12    | XLIX Bandera Ciudad de Castro-Urdiales           | 14 de agosto | Castro-Urdiales     | Cantabria |
| 13    | ETE-Ciudad de Castro-Urdiales                    | 15 de agosto | Castro-Urdiales     | Cantabria |
| 14    | XXXII Bandera de Plencia                         | 21 de agosto | Plencia             | Vizcaya   |
| 15    | XLIII Regata Villa de Bilbao                     | 22 agosto    | Bilbao              | Vizcaya   |

### Grupo 2
| Orden | Regata                                                  | Fecha        | Localidad       | Provincia |
| ----- | ------------------------------------------------------- | ------------ | --------------- | --------- |
| 1     | XXXVI Bandera de Pasajes                                | 19 de junio  | Pasajes         | Guipúzcoa |
| 2     | XXXIII Bandera de Elantxobe                             | 27 de junio  | Elanchove       | Vizcaya   |
| 3     | V Bandera Yurrita Group                                 | 3 de julio   | Motrico         | Guipúzcoa |
| 4     | XI Bandera Kaiarriba Donostiarra                        | 10 de julio  | San Sebastián   | Guipúzcoa |
| 5     | XXXIX Bandera Noble Villa de Portugalete                | 18 de julio  | Portugalete     | Vizcaya   |
| 6     | VIII Bandera Ciudad de Rentería                         | 24 de julio  | Pasajes         | Guipúzcoa |
| 7     | 1 Bandera de Promoción Remo en Bilbao                   | 31 de julio  | Bilbao          | Vizcaya   |
| 8     | LI Bandera Excelentísimo Ayuntamiento de Santoña        | 1 de agosto  | Santoña         | Cantabria |
| 9     | Bandera de Trintxerpe                                   | 7 de agosto  | Pasajes         | Guipúzcoa |
| 10    | XII Bandera Club de Remo Zarauz                         | 14 de agosto | Zarauz          | Guipúzcoa |
| 11    | ETE-Ciudad de Castro-Urdiales                           | 15 de agosto | Castro-Urdiales | Cantabria |
| 12    | XV Bandera de la Cofradía de Pescadores de Fuenterrabía | 21 de agosto | Fuenterrabía    | Guipúzcoa |

### Play-off de ascenso a Liga ACT
| Orden | Regata      | Fecha            | Provincia |
| ----- | ----------- | ---------------- | --------- |
| 1     | Bermeo      | 18 de septiembre | Vizcaya   |
| 2     | Portugalete | 19 de septiembre | Vizcaya   |

### Play-off entre grupos
| Orden | Regata          | Fecha        | Localidad       | Provincia |
| ----- | --------------- | ------------ | --------------- | --------- |
| 1     | Prueba "En ría" | 28 de agosto | Colindres       | Cantabria |
| 2     | Prueba "En mar" | 29 de agosto | Castro-Urdiales | Cantabria |

## Traineras participantes

### Grupo 1
| Equipo    | Nombre de la Trainera | Localidad            | Provincia |
| --------- | --------------------- | -------------------- | --------- |
| Arkote    | Plentzitarra          | Plencia              | Vizcaya   |
| Astillero | San José XV           | El Astillero         | Cantabria |
| Camargo   | Virgen del Carmen     | Camargo              | Cantabria |
| Castro    | La Marinera           | Castro-Urdiales      | Cantabria |
| Deusto    | Tomatera              | Bilbao               | Vizcaya   |
| Getaria   | Esperantza            | Guetaria             | Guipúzcoa |
| Kaiku     | Bizkaitarra           | Sestao               | Vizcaya   |
| Lapurdi   | Xubero                | San Juan de Luz      | Francia   |
| Orio B    | Txiki                 | Orio                 | Guipúzcoa |
| Pedreña   | Seve Ballesteros      | Pedreña              | Cantabria |
| San Juan  | San Juan              | Pasajes de San Juan  | Guipúzcoa |
| San Pedro | Libia                 | Pasajes de San Pedro | Guipúzcoa |
| Zumaia    | Telmo Deun            | Zumaya               | Guipúzcoa |

### Grupo 2
| Equipo        | Nombre de la Trainera | Localidad     | Provincia |
| ------------- | --------------------- | ------------- | --------- |
| Busturialdea  | Artarri               | Elanchove     | Vizcaya   |
| Deusto B      | Tomatera              | Bilbao        | Vizcaya   |
| Donostiarra B | Torrekua              | San Sebastián | Guipúzcoa |
| Hibaika       | Madalen               | Rentería      | Guipúzcoa |
| Hondarribia B | Ama Guadalupekoa      | Fuenterrabía  | Guipúzcoa |
| Motrico       | Mutriku               | Motrico       | Guipúzcoa |
| Portugalete   | Jarrillera            | Portugalete   | Vizcaya   |
| Santoña       | Virgen del Puerto     | Santoña       | Cantabria |
| Trintxerpe    | Azkuene               | Pasajes       | Guipúzcoa |
| Zarautz B     | Enbata                | Zarauz        | Guipúzcoa |

### Equipos por provincia
| Provincia | Grupo | N. | Equipos                                                               |
| --------- | ----- | -- | --------------------------------------------------------------------- |
| Guipúzcoa | 1     | 5  | Getaria, Orio B, San Juan, San Pedro, Zumaia                          |
| Guipúzcoa | 2     | 6  | Donostiarra B, Hibaika, Hondarribia B, Motrico, Trintxerpe, Zarautz B |
| Guipúzcoa | TOTAL | 11 |                                                                       |
| Vizcaya   | 1     | 3  | Arkote, Deusto, Kaiku                                                 |
| Vizcaya   | 2     | 3  | , Busturialdea, Deusto B, Portugalete                                 |
| Vizcaya   | TOTAL | 6  |                                                                       |
| Cantabria | 1     | 4  | Astillero, Camargo, Castro, Pedreña                                   |
| Cantabria | 2     | 1  | Santoña                                                               |
| Cantabria | TOTAL | 5  |                                                                       |
| Francia   | 1     | 1  | Lapurdi                                                               |
| Francia   | 2     | -  | -                                                                     |
| Francia   | TOTAL | 1  |                                                                       |

### Ascensos y descensos
| Pos. | Descendido de Liga ACT |
| ---- | ---------------------- |
| 12º  | Kaiku                  |

| Pos. | Ascendidos de Grupo 2 |
| ---- | --------------------- |
| 1.º  | Castro                |
| 2º   | Lapurdi               |

| Pos. | Descendido de Grupo 1 |
| ---- | --------------------- |
| 11º  | Donostiarra B         |

| Pos. | Clubes de Grupo 2 no inscritos         |
| ---- | -------------------------------------- |
| 7.º  | AN Castro                              |
| 9.º  | Santurtzi B                            |
| Pos. | Club descendido de Grupo 1 no inscrito |
| 12.º | Guecho                                 |

| Pos. | Nueva inscripción |
| ---- | ----------------- |
| -    | Deusto B          |
| -    | Trintxerpe        |

     Ascenso directo.

     Ascenso después de play-off.

     Descenso directo ordinario.

     Descenso después de play-off.

     Descenso administrativo o desaparición.

     Nueva inscripción.

## Clasificación
A continuación se recoge la clasificación en cada una de las regatas disputadas en cada grupo.
A lo largo de la temporada, las tripulaciones de San Pedro, Deusto, Zumaia, Camargo y Lapurdi perteneciente al Grupo 1, y las de Hibaika y Trintxerpe, del Grupo 2, se vieron afectadas por la COVID-19. viéndose obligadas a abandonar transitoriamente la competición. Por ello, la clasificación se realiza de acuerdo con un sistema de coeficientes resultado del cociente entre los puntos obtenidos por cada club en las regatas que haya participado entre el número total de dichas regatas.

### Grupo 1
Los puntos se reparten entre los trece participantes en cada regata.
| Posición | 1.º | 2.º | 3.º | 4.º | 5.º | 6.º | 7.º | 8.º | 9.º | 10.º | 11.º | 12.º | 13.º |
| Puntos   | 13  | 12  | 11  | 10  | 9   | 8   | 7   | 6   | 5   | 4    | 3    | 2    | 1    |

| Pos. | Club      | Trainera          | 1 PAS | 2 GAL | 3 ADE | 4 LUZ | 5 SES | 6 CAM | 7 ZUM | 8 ORI | 9 CUD | 10 AST | 11 GUE | 12 CAS | 13 ETE | 14 PLE | 15 BIL | Puntos |
| ---- | --------- | ----------------- | ----- | ----- | ----- | ----- | ----- | ----- | ----- | ----- | ----- | ------ | ------ | ------ | ------ | ------ | ------ | ------ |
| 1    | Getaria   | Esperantza        | 6     | 1     | 5     | 2     | 3     | 1     | 1     | 5     | 2     | 3      | 1      | 1      | 2      | 2      | 2      | 11,53  |
| 2    | Kaiku     | Bizkaitarra       | 5     | 2     | 1     | 7     | 2     | 4     | 6     | 2     | 1     | 1      | 3      | 6      | 1      | 1      | 1      | 11,13  |
| 3    | Pedreña   | Seve Ballesteros  | 3     | 4     | 8     | 3     | 1     | 2     | 3     | 1     | 3     | 2      | 2      | 2      | 4      | 4      | 4      | 10,93  |
| 4    | San Pedro | Libia             | 1     | 3     | 2     | 4     | 5     | 7     | 2     | 3     | 4     | COV    | COV    | 3      | 5      | 7      | 7      | 9,92   |
| 5    | Arkote    | Plentzitarra      | 2     | 8     | 7     | 6     | 4     | 3     | 4     | 4     | 5     | 4      | 4      | 4      | 8      | 3      | 3      | 9,40   |
| 6    | San Juan  | San Juan          | 4     | 6     | 4     | 1     | 9     | 5     | 5     | 6     | 6     | 5      | 6      | 5      | 7      | 5      | 5      | 8,73   |
| 7    | Deusto    | Tomatera          | 7     | 5     | 3     | 5     | 6     | 6     | COV   | COV   | COV   | 6      | 5      | 7      | 3      | 6      | 6      | 8,58   |
| 8    | Zumaia    | Telmo Deun        | 9     | 7     | 6     | 8     | 7     | 8     | 7     | COV   | COV   | 9      | 9      | 9      | 9      | 8      | 10     | 5,85   |
| 9    | Orio B    | Txiki             | 11    | 9     | 10    | 9     | 8     | 9     | 10    | 9     | 7     | 8      | 7      | 10     | 10     | 10     | 8      | 5,00   |
| 10   | Castro    | La Marinera       | 13    | 11    | 9     | 11    | 10    | 10    | 9     | 7     | 8     | 7      | 8      | 8      | 6      | 9      | 9      | 5,00   |
| 11   | Camargo   | Virgen del Carmen | 8     | 10    | 11    | 12    | 12    | 12    | 8     | 8     | 10    | COV    | COV    | 13     | 11     | 11     | 12     | 3,38   |
| 12   | Astillero | San José XV       | 10    | 12    | 12    | 10    | 13    | 11    | 11    | 10    | 9     | 11     | 11     | 11     | 13     | 13     | 13     | 2,67   |
| 13   | Lapurdi   | Xubero            | 12    | 13    | 13    | 13    | 11    | 13    | COV   | 11    | 11    | 10     | 10     | 12     | 12     | 12     | 11     | 2,29   |

| Color     | Resultado                   |
| --------- | --------------------------- |
| Oro       | Ganador                     |
| Plata     | Segundo                     |
| Bronce    | Tercero                     |
| Verde     | Puntuó                      |
| Sin Color | COV - Afectada por COVID-19 |

| Evolución de la clasificación general del Grupo 1                |                                                                  |
| ---------------------------------------------------------------- | ---------------------------------------------------------------- |
| Gráfico no disponible temporalmente debido a problemas técnicos. |                                                                  |
|                                                                  | Gráfico no disponible temporalmente debido a problemas técnicos. |

### Grupo 2
Los puntos se reparten entre los diez participantes en cada regata. 
| Posición | 1.º | 2.º | 3.º | 4.º | 5.º | 6.º | 7.º | 8.º | 9.º | 10.º |
| Puntos   | 10  | 9   | 8   | 7   | 6   | 5   | 4   | 3   | 2   | 1    |

| Pos. | Club          | Trainera          | 1 PAS | 2 ELA | 3 YUR | 4 DON | 5 POR | 6 REN | 7 PRO | 8 SÑA | 9 TRI | 10 ZAR | 11 ETE | 12 COF | Puntos |
| ---- | ------------- | ----------------- | ----- | ----- | ----- | ----- | ----- | ----- | ----- | ----- | ----- | ------ | ------ | ------ | ------ |
| 1    | Busturialdea  | Artarri           | 5     | 1     | 2     | 1     | 3     | 1     | 1     | 2     | 2     | 1      | 7      | 1      | 8,75   |
| 2    | Portugalete   | Jarrillera        | 2     | 3     | 1     | 3     | 1     | 4     | 4     | 1     | 3     | 5      | 3      | 6      | 8,00   |
| 3    | Hondarribia B | Ama Guadalupekoa  | 1     | 8     | 4     | 2     | 7     | 2     | 2     | 4     | 4     | 2      | 6      | 4      | 7,17   |
| 4    | Motrico       | Mutriku           | 6     | 2     | 5     | 7     | 4     | 6     | 6     | 3     | 1     | 4      | 2      | 7      | 6,58   |
| 5    | Donostiarra B | Torrekua          | 3     | 4     | 6     | 5     | 10    | 3     | 3     | 7     | 5     | 6      | 1      | 2      | 6,42   |
| 6    | Deusto B      | Tomatera          | 7     | 5     | 3     | 4     | 2     | 5     | 3     | 5     | 6     | 7      | 8      | 5      | 5,83   |
| 7    | Zarautz B     | Enbata            | 4     | 7     | 7     | 6     | 6     | 7     | 7     | 5     | 6     | 7      | 8      | 5      | 5,33   |
| 8    | Hibaika       | Madalen           | 8     | 6     | 8     | 8     | 5     | COV   | 8     | 8     | 7     | 8      | 5      | 8      | 3,82   |
| 9    | Santoña       | Virgen del Puerto | 9     | 9     | 9     | 9     | 8     | 8     | 9     | 9     | 9     | 9      | 9      | 9      | 2,17   |
| 10   | Trintxerpe    | Azkuene           | 10    | 10    | 10    | 10    | 9     | COV   | COV   | COV   | 10    | 10     | 10     | 10     | 1,11   |

| Color     | Resultado                   |
| --------- | --------------------------- |
| Oro       | Ganador                     |
| Plata     | Segundo                     |
| Bronce    | Tercero                     |
| Verde     | Puntuó                      |
| Sin Color | COV - Afectada por COVID-19 |

| Evolución de la clasificación general del Grupo 2                |                                                                  |
| ---------------------------------------------------------------- | ---------------------------------------------------------------- |
| Gráfico no disponible temporalmente debido a problemas técnicos. |                                                                  |
|                                                                  | Gráfico no disponible temporalmente debido a problemas técnicos. |

### Play-off de ascenso a Liga ACT
Los puntos se reparten entre los cinco participantes en cada regata.
| Posición | 1.º | 2.º | 3.º | 4.º | 5.º |
| Puntos   | 5   | 4   | 3   | 2   | 1   |

| Pos. | Club                 | Trainera    | 1 BER | 2 POR | Puntos |
| ---- | -------------------- | ----------- | ----- | ----- | ------ |
| 1    | Getaria              | Esperantza  | 1     | 2     | 9      |
| 2    | Kaiku-Berez Galanta  | Bizkaitarra | 3     | 1     | 7      |
| 3    | Samertolameu-Oversea | Meira Mar   | 2     | 3     | 5      |
| 4    | Tirán-Pereira        | Pereira     | 4     | 4     | 4      |
| 5    | Bueu                 | Maruxia     | 5     | 5     | 2      |

| Color  | Resultado |
| ------ | --------- |
| Oro    | Ganador   |
| Plata  | Segundo   |
| Bronce | Tercero   |
| Verde  | Puntuó    |

### Play-off entre grupos
Los puntos se reparten entre los cuatro participantes en cada regata.
| Posición | 1.º | 2.º | 3.º | 4.º |
| Puntos   | 4   | 3   | 2   | 1   |

| Pos. | Club          | Trainera          | 1 MAR | 2 RÍA | Puntos |
| ---- | ------------- | ----------------- | ----- | ----- | ------ |
| 1    | Castro        | La Marinera       | 1     | 1     | 8      |
| 2    | Camargo       | Virgen del Carmen | 2     | 2     | 6      |
| 3    | Hondarribia B | Ama Guadalupekoa  | 3     | 3     | 4      |
| 4    | Portugalete   | Jarrillera        | 4     | 4     | 2      |

| Color  | Resultado |
| ------ | --------- |
| Oro    | Ganador   |
| Plata  | Segundo   |
| Bronce | Tercero   |
| Verde  | Puntuó    |